# كراني إلاسونوس (لاريسا)
كراني إلاسونوس (Κρανέα Ελασσόνος) هي مدينة في لاريسا في مقاطعة فوريا إلادا في اليونان.
يبلغ عدد سكانها حوالي 2888 نسمة.